# Puente romano (Velilla del Río Carrión)
El Puente Romano de Velilla es un puente sobre el río Carrión que se encuentra en la localidad de Velilla del Río Carrión, en Palencia (España). A pesar de ser conocido como puente romano se trata de una edificación medieval de la cual sólo se conserva un arco, ya que el resto se hundió durante una riada.

## Historia

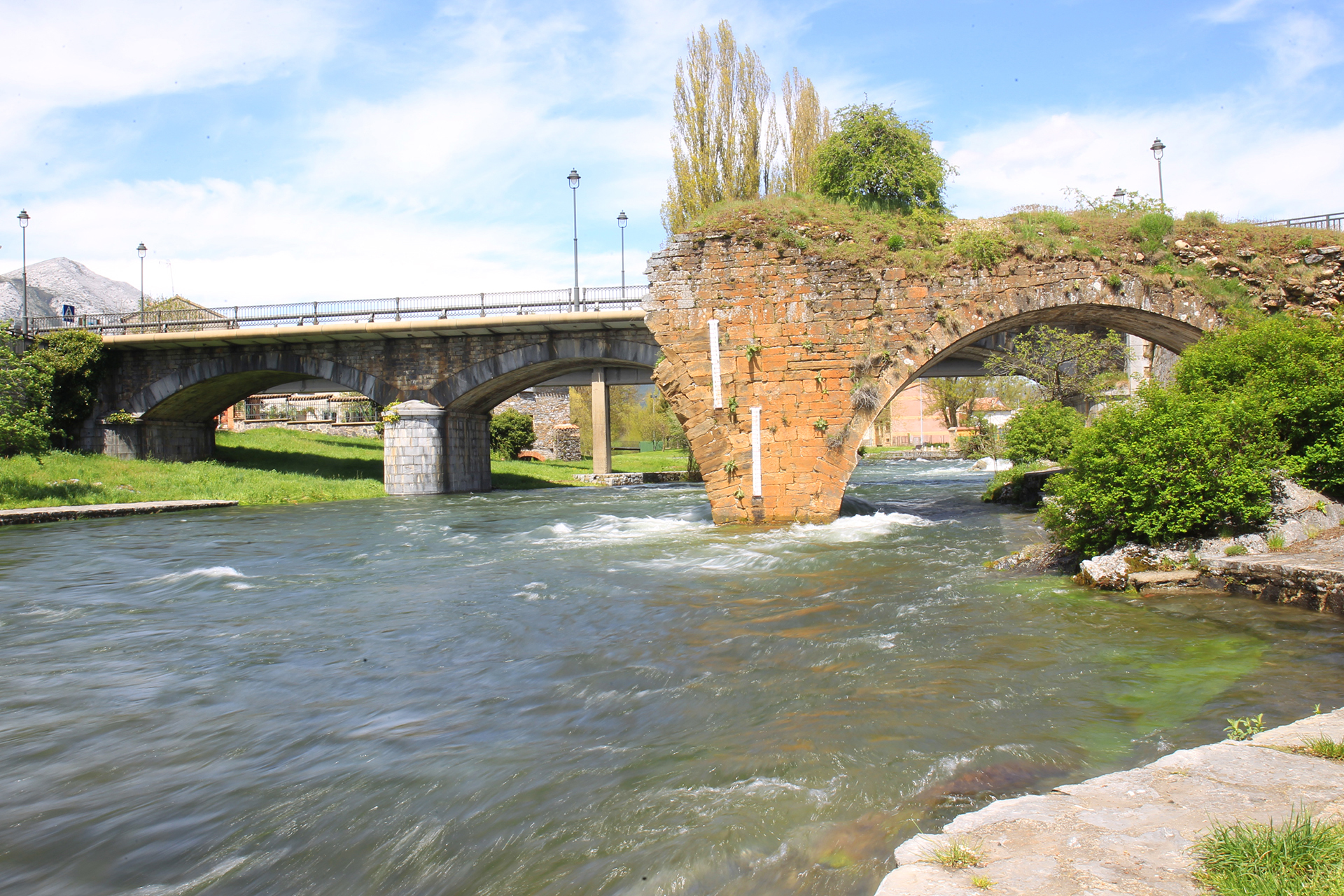
Panomámica del río Carrión a su paso bajo el puente romano y el puente moderno en segundo plano.

Es posible que este puente esté edificado sobre los restos de un antiguo puente romano, como ha ocurrido con muchos otros, y de ahí su sobrenombre de puente romano, aunque no existen vestigios que lo demuestren, como tampoco la época de su construcción, que oscila entre los siglos XI y xv.
Era un puente de tres arcos, construido en piedra de sillería, sobre el río Carrión, que comunicaba Velilla con la provincia de León. Se hundió en parte durante una gran riada la noche del 14 de diciembre de 1912, quedando sólo en pie un arco. Al producirse este hecho durante la noche, no se produjeron desgracias personales. Estas riadas eran muy comunes hasta la construcción de los embalses que regularon las aguas del río.
En 2008 se reforzó la base del puente con una zapata para evitar el derrumbe del arco que se conserva.

## Cronología
Durante las excavaciones realizadas en las Fuentes Tamáricas en 1960 y 1961 por la sección de arqueología del Ministerio de Educación Nacional, su responsable, el arqueólogo Antonio García y Bellido dedicó una parte del estudio a este puente, llegando a la conclusión de que se trataba de un puente medieval de tres arcos del tipo Cangas de Onís.
En cuanto a la fecha de su derrumbe, los carteles informativos señalan que se produjo en 1918, no coincidiendo con la versión del religioso Demetrio Ramos Díez, quien, en su libro Brisas de mis montañas leonesas (Buenos Aires, 1940), señala que se produjo en 1912.